# Квинт Юний Блез (консул-суффект 28 года)
Квинт Ю́ний Блез (лат. Quintus Iunius Blaesus; погиб в 36 году, Рим, Римская империя) — военный и политический деятель эпохи ранней Римской империи, консул-суффект 28 года.

## Биография
Его отцом был консул-суффект 10 года Квинт Юний Блез. Также у него был брат-тёзка. В 14 году Блез был военным трибуном в Паннонии, а в 22 году легатом Африки при своём отце, который был там проконсулом. В 28 году Блез занимал должность консула-суффекта вместе с Луцием Антистием Ветом.
В 36 году Блез и его брат покончили с собой.